# Passiv förvaltning
Passiv förvaltning (även kallat passiv investering) är en prognosfri investeringsmetod inom kapitalförvaltningen som enbart bygger på akademiskt grundade fakta om börsmarknaderna. Tekniken har en ca 40-årig[när?] historia. 
Den passiva tekniken har sitt ursprung i att nästan all forskning sedan mitten av 1960-talet har visat på samma resultat: Väldigt få investerare överträffar marknaden på längre sikt och att de få som lyckas beror på slumpen. Vidare visar forskningen att det är nästintill omöjligt att förutse vilka de överpresterande fonderna/förvaltarna kommer att vara. Tekniken grundar sig även på den effektiva marknadshypotesen (EMH) som menar att ingen aktör kan överträffa marknaden på sikt eftersom tillgångarnas priser redan är justerade av all tillgänglig information.
Passiv förvaltning bygger sin teknik på ett flertal empiriskt bekräftade antagande: exempelvis att diversifiering fungerar, företag skapar värde och att marknaderna växer. Till skillnad från aktiva förvaltare (som använder sig av exempelvis teknisk analys eller fundamental analys), investerar passiva förvaltare helt utan prognos.
Passiv förvaltning har många likheter med indexförvaltning (se: indexfond) men skiljer sig genom att vara helt prognosfri och genom att investera i mycket fler företag, fler marknader och oftast bredare inom varje marknad. Detta bland annat för att öka diversifiering samt minska de negativa effekter som uppstår vid omsättning av bolag inom ett index.
Jämförande tabell för skillnader mellan index- och passiva fonder:
| Jämförelse            | Indexfonder | Passiva Fonder |
| --------------------- | --- | --- |
| Syfte                 | Att mäta en marknad, inte skapad för investering. | Skapad för investering - ger ökad effektivitet. |
| Marknadstäckning      | Exkluderar många av världens marknader. | Täcker världens marknader - ger högre diversifiering. |
| Vikt                  | Använder börsvärde (en: market cap) som viktningsmetod - ger därmed en övervikt av övervärderade aktier                                                                            | Trefaktors modellviktning (enligt akademiska studier). |
| Diversifiering        | Medelhög diversifiering - endast en del av marknaden (till exempel innehåller OMXS30 bara de 30 största bolagen på svenska marknaden). En del index överlappar dessutom varandra . | Maximal diversifiering - täcker världsmarknaderna. Ingen överlappning då varje fond endast täcker en specifik marknad.                                                           |
| Grundkoncept          | Fonder skapade för att efterlikna speglande index. | Fonder som erbjuder ökad exponering mot riskfaktorer för att öka avkastningen.                                                                                                   |
| Transaktionskostnader | Hög omsättning som ökar transaktionskostnaderna. | Låg omsättning, fokuserar på att minska de totala transaktionskostnaderna. |
| Rekonstruktionseffekt | Med tiden kan värdepapper i ett index migrera in och ut. | Fonderna påverkas inte av rekonstruktion och skapar mer konstant exponering mot underliggande tillgångar.                                                                        |
| Handel                | Indexfonder måste genomföra transaktioner på den dag värdepapper tas bort från och läggs till dess speglande index.                                                                | Tålmodig handel (en: Patient trading) erbjuder flexibilitet att köpa/sälja när som helst (överför därmed bördan av transaktionskostnad till andra som är mer ivriga att handla). |
| Beteendestyrning      | Indexförvaltning lider fortfarande av emotionella beslut (market timing, geografiska eller branschval).                                                                            | Inga känslor inblandade eftersom varje beslut tas utifrån objektiva kriterier.                                                                                                   |
| Pris på värdepapper   | Köper dyrt, säljer billigt. | Tålmodig handel och s.k. block-handel (en: block-trading) tillåter fonder att köpa billigt och sälja dyrt.                                                                       |

Sammanfattande jämförelse mellan de tre förvaltningsmetodernas effekt för investerare:
| Uppgift:                                     | Aktiv förvaltning                                                                                       | Indexförvaltning                                                                                   | Passiv förvaltning |
| -------------------------------------------- | --- | -------------------------------------------------------------------------------------------------- | --- |
| ... att välja ut lämplig tillgångsfördelning | Fördelningen av tillgångar kan variera med tiden beroende på marknaderna och de beslut förvaltaren tar. | Fördelningen av tillgångar kan variera med tiden beroende på marknaderna (p.g.a. market timing).   | Fördelningen av tillgångar alltid i relation till den riskprofil som definierats av förvaltaren genom regelbunden ombalansering. |
| ... att diversifiera                         | Låg diversifiering.                                                                                     | Medelhög diversifiering (på grund av överlappning mellan index samt smalare utbud).                | Maximal diversifiering (ingen överlappning, genomtränger nästan hela världsmarknaden).                                           |
| ... att övervaka investeringen               | Bristande transparens ligger i metodens natur.                                                          | Lätt att övervaka då portföljen är en spegling av sitt index.                                      | Lätt att övervaka då portföljen är en spegling av sitt index.                                                                    |
| ... att undvika otillbörliga kostnader       | - Höga kostnader, - dolda avgifter, samt - höga transaktionskostnader och hög omsättning.               | - Låga kostnader, - inga kommissionsarvoden, samt - höga transaktionskostnader men låg omsättning. | - Låga kostnader, - inga kommissionsarvoden, samt - låga transaktionskostnader och låg omsättning.                               |
| ... att ta hänsyn till skatteeffekter        | Varje försäljning skapar löpande reavinstskatt.                                                         | Håller på tillgångarna längre. Skjuter upp löpande reavinstskatt något.                            | “Köp och ligg still”-strategi. Ingen löpande reavinstskatt.                                                                      |